# 마이클 C. 윌리엄스

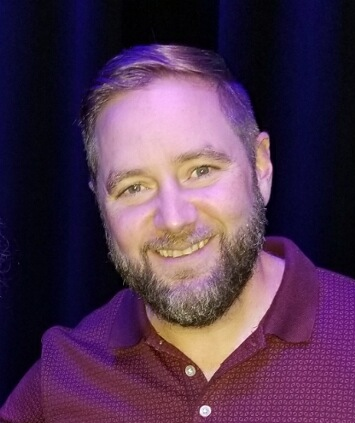

마이클 C. 윌리엄스(Michael C. Williams, 1973년 7월 25일 ~ )는 미국의 영화배우, 텔레비전 배우이다.
브롱크스에서 태어났다.

## 영화
- 비마나 미스터리 (2008년) - 트리노스키 역
- 얼터드 (2006년)
- 블레어 윗치 2 - 어둠의 경전 (2000년)
- 블레어 윗치의 저주 (1999년)
- 블레어 윗치 (1999년) - 마이크 역